# Eudorylas okalii
Eudorylas okalii är en tvåvingeart som beskrevs av Kozanek 2004. Eudorylas okalii ingår i släktet Eudorylas och familjen ögonflugor.
Artens utbredningsområde är Slovakien. Inga underarter finns listade i Catalogue of Life.